# Convento di San Giacinto
L'ex convento di San Giacinto si trova ad Atessa. Fu demolito nel 1960 per lasciare il posto alla scuola elementare Elisabetta De Francesco ma ne rimane visibile la loggia, in uno stato di totale abbandono, dal cortile della scuola. Si trovava tra via Luigi Cinalli e via Sant'Antonio, nel quartiere di Tixa, o di Santa Croce.

## Storia
Il primo edificio fu costruito nel 1059 dalla confraternita di Sant’Antonio abate, che assisteva e curava gli appestati del fuoco di Sant'Antonio, adibito poi a monastero delle monache di San Giacinto. L'idea di fondare un monastero femminile risale al 1660, ma per motivi economici venne concretizzata solo nel 1667 con il decreto di fondazione della sacra Congregazione dei vescovi. Il progetto fu voluto da don Giacinto Mariotti, e per ciò il convento delle monache fu dedicato a San Giacinto, in ricordo del benefattore. 
Nel 1867 il convento fu soppresso, tuttavia la municipalità permise che le monache continuassero a usare il monastero come scuola elementare,  carica che il convento assunse sino alla demolizione. 
Nel 1960 venne demolito per dare spazio alla scuola elementare Elisabetta De Francesco, costruita nel 1964 su progetto dell'ingegnere Guido D'Onofrio. La scuola ricalca l'area del convento, come dimostrano alcune fotografie storiche, con un impianto ad L irregolare, con la facciata su via Cinalli.
Solo una porzione del chiostro porticato, visibile da via Sant'Antonio,  è rimasto intatto. Gli arredi della chiesa sono stati ospitati nella vicina chiesa di Sant'Antonio abate.

## Loggia
La loggia era probabilmente parte di un cortile. Sottili cornici dividono orizzontalmente la parte inferiore, realizzata in muratura mista, dalle arcate. La parte superiore presenta una serie con otto arcate a tutto sesto in laterizio, di cui le ultime quattro a destra sono tamponate.
La copertura è a falda unica e a doppia ordinatura, ma sono ancora visibili le originali pianelle con decorazioni a rombo, le cui travi fuoriescono esternamente dalla muratura e sostengono due travette con la funzione di pedagna.

## Fonti
- Sangroaventino: loggia dell’ex convento di San Giacinto, su sangroaventino.it. URL consultato il 5 dicembre 2008 (archiviato dall'url originale il 7 marzo 2016).